# Grandvillers-aux-Bois
Grandvillers-aux-Bois è un comune francese di 316 abitanti situato nel dipartimento dell'Oise della regione dell'Alta Francia.

## Società

### Evoluzione demografica
Abitanti censiti